# Ликенай
Лике́най (лит. Likėnai) — деревня в Биржайском районе Паневежского уезда Литвы. Входит в Пабиржское староство. Бальнеологический курорт, известный своими сульфатными кальциевыми источники.

## История
Ликенай известен с конца XVI века. В 1946 году получила статус посёлка городского типа. До 1950 года входил в Биржайский уезд, а потом был передан в Биржайский район Шяуляйской области. В 1953 году Шяуляйская область была упразднена и Биржайский район перешёл в прямое подчинение Литовской ССР. В 1992 году Ликенай был лишён статуса посёлка городского типа и стал деревней.

## Население
| 1959 | 1970 | 1979 | 1989 | 2001 |
| ---- | ---- | ---- | ---- | ---- |
| 447  | 656  | 768  | 638  | 33   |